# 皮托定理

切线基本性质：

皮托定理是指圆外切四边形的对边和相等，以法国工程师亨利·皮托（Henri Pitot）的姓氏命名。